# 299e division d'infanterie
La  299e division d'infanterie (en allemand : 299. Infanterie-Division ou 299. ID) est une des divisions d'infanterie de l'armée allemande (Wehrmacht) durant la Seconde Guerre mondiale.

## Historique
La 299e division d'infanterie est formée le 9 février 1940 dans le secteur de Erfurt dans le Wehrkreis IX en tant qu'élément de la 8. Welle (8e vague de mobilisation).
Elle prend part aux opérations sur le Front de l'Ouest, avec la campagne de France et atteint le secteur de Void.
Puis, elle est transférée sur le Front de l'Est en juin 1941 pour l'opération Barbarossa avec l'Heeresgruppe Sud.
Elle est détruite en juillet 1944. L'état-major de la division forme l'état-major du Korps-Abteilung G, qui comprend également le divisions-Gruppe 299 formé à partir d'éléments survivants de la division.
La division est reformée le 1er septembre 1944 à partir du Korps-Abteilung G et est détruite en mars 1945 dans la poche d'Heiligenbeil en province de Prusse-Orientale. L'état-major de la division forme l'état-major de la Reichsarbeitdienst-Division 1 (Infanterie-Division Schlageter).

## Organisation

### Commandants
| Date                                 | Grade                  | Commandant            |
| ------------------------------------ | ---------------------- | --------------------- |
| 6 avril 1940 - 1er novembre 1942     | General der Artillerie | Willi Moser           |
| 1er novembre 1942 - 5 novembre 1942  | Generalleutnant        | Viktor Koch           |
| 5 novembre 1942 - 3 mai 1943         | Generalleutnant        | Hans Bergen           |
| 3 mai 1943 - 15 janvier 1944         | Generalleutnant        | Ralph Graf von Oriola |
| 15 janvier 1944 - 13 mars 1944       | Generalleutnant        | Paul Reichelt         |
| 13 mars 1944 - 28 juin 1944          | Generalleutnant        | Ralph Graf von Oriola |
| 28 juin 1944 - 31 juillet 1944       | Generalleutnant        | Hans Junck            |
| 1er septembre 1944 - 16 février 1945 | Generalmajor           | Karl Göbel            |

### Officiers d'opérations (Generalstabsoffiziere (Ia))
| Date                               | Grade               | Commandant            |
| ---------------------------------- | ------------------- | --------------------- |
| 8 février 1940 - 10 juillet 1940   | Major i.G.          | Wilhelm Meyer-Detring |
| 10 juillet 1940 - 4 septembre 1942 | Major i.G.          | Alfred Zerbel         |
| Novembre 1942 - Octobre 1943       | Oberstleutnant i.G. | Gerd von Coelln       |
| 20 septembre 1943 - 5 juin 1944    | Oberstleutnant i.G. | Albert Schindler      |
| 5 juin 1944 - Mars 1945            | Major i.G.          | Hellmut Schreiber     |

## Théâtres d'opérations
- Allemagne : Février 1940 - Mai 1940
- France : Mai 1940 - Juin 1941
- Front de l'Est secteur Sud : Juin 1941 - Février 1942
- Front de l'Est, secteur Centre : Février 1942 - Juillet 1944
  - 5 juillet au 23 août 1943 : Bataille de Koursk
- Pologne et Est de l'Allemagne : Septembre 1944 - Février 1945

## Ordres de bataille
1940
- Infanterie-Regiment 528
- Infanterie-Regiment 529
- Infanterie-Regiment 530
- Artillerie-Regiment 299
  - I. Abteilung
  - II. Abteilung
  - III. Abteilung
  - IV. Abteilung
- Panzerabwehr-Abteilung 299
- Pionier-Bataillon 299
- Infanterie-Divisions-Nachrichten-Abteilung 299
- Infanterie-Divisions-Nachschubtruppen 299

1944
- Grenadier-Regiment 528
- Grenadier-Regiment 529
- Grenadier-Regiment 530
- Divisions-Füsilier-Bataillon 299
- Feldersatz-Bataillon 299
- Artillerie-Regiment 299
  - I. Abteilung
  - II. Abteilung
  - III. Abteilung
  - IV. Abteilung
- Panzerjäger-Abteilung 299
- Pionier-Bataillon 299
- Infanterie-Divisions-Nachrichten-Abteilung 299
- Infanterie-Divisions-Nachschubtruppen 299

## Décorations
Certains membres de cette division se sont fait décorer pour faits d'armes :
- Agrafe de la liste d'honneur
  - 24
- Croix allemande
  - en Argent : 1
  - en Or : 114
- Croix de chevalier de la Croix de fer
  - 31
  - Feuilles de chêne : 2